# Can Mainou (Sant Esteve de Palautordera)
Can Mainou és una masia al terme municipal de Sant Esteve de Palautordera (al Vallès Oriental). Masia orientada cap al sud, coberta a dues vessants, de planta baixa i pis. La porta és dovellada i està reformada (es tallà l'arc de mig punt per a fer-lo pla). Les finestres són de pedra d'arc pla, i una d'elles té inscrita la data de 1681. La datació de la finestra (1681) mostra el moment de construcció de la casa o bé d'una reforma. La finestra central del pis té balcó. A la façana hi ha un banc i un pou. Els edificis annexos a la casa són utilitzats com a magatzems.